# Guy Goethals
Guy Goethals (1952. december 26. –) belga nemzetközi labdarúgó-játékvezető.

## Pályafutása

### Nemzeti játékvezetés
1989-ben lett az I. liga játékvezetője. Az aktív nemzeti játékvezetéstől 1997-ben vonult vissza.

#### Nemzeti kupamérkőzések
Vezetett Kupa-döntők száma: 1.

##### Belga Kupa
A holland JB elismerve szakmai felkészültségét, megbízta a döntő találkozó vezetésével.
| Időpont         | Helyszín                                | Mérkőzés típusa | Mérkőzés                      | Eredmény | Nézők száma |
| --------------- | --------------------------------------- | --------------- | ----------------------------- | -------- | ----------- |
| 1995. május 28. | Constant Vanden Stock Stadion, Brüsszel | döntő           | FC Bruges–KFC Germinal Ekeren | 3 : 1    | 18 500      |

### Nemzetközi játékvezetés
A belga labdarúgó-szövetség Játékvezető Bizottsága (JB) terjesztette fel nemzetközi játékvezetőnek, a Nemzetközi Labdarúgó-szövetség (FIFA) 1990-től tartotta nyilván bírói keretében. Több nemzetek közötti válogatott és klubmérkőzést vezetett. A belga nemzetközi játékvezetők rangsorában, a világbajnokság-Európa-bajnokság sorrendjében többedmagával a 7. helyet foglalja el 8 találkozó szolgálatával. Az aktív nemzetközi játékvezetéstől 1997-ben a FIFA 45 éves korhatárát elérve búcsúzott. Nemzetközi mérkőzéseinek száma: 19.

#### Világbajnokság

##### U20-as labdarúgó-világbajnokság
Portugália rendezte a 8., az 1991-es ifjúsági labdarúgó-világbajnokságot, ahol a FIFA JB bíróként foglalkoztatta.
| Időpont          | Helyszín               | Mérkőzés típusa              | Mérkőzés             | Eredmény | Nézők száma |
| ---------------- | ---------------------- | ---------------------------- | -------------------- | -------- | ----------- |
| 1991. június 17. | Luz Stadion, Lisszabon | csoportmérkőzés (A. csoport) | Portugália–Argentína | 3 : 0    | 60 000      |
| 1991. június 22. | GSP Stadion, Porto     | egyik negyeddöntő            | Brazília–Dél-Korea   | 5 : 1    | 25 000      |

---
A világbajnoki döntőhöz vezető úton Egyesült Államokba a XV., az 1994-es labdarúgó-világbajnokságra a FIFA JB bíróként alkalmazta.

###### Selejtező mérkőzés
| Időpont            | Helyszín                   | Mérkőzés típusa           | Mérkőzés                 | Eredmény | Nézők száma |
| ------------------ | -------------------------- | ------------------------- | ------------------------ | -------- | ----------- |
| 1992. december 19. | Nemzeti Stadion, Ta’ Qali  | előselejtező (1. csoport) | Málta–Olaszország        | 1 : 2    | 14 191      |
| 1993. április 28.  | Luzsnyiki Stadion, Moszkva | előselejtező (5. csoport) | Oroszország–Magyarország | 3 : 0    | 25 000      |

#### Európa-bajnokság
Az európai-labdarúgó torna döntőjéhez vezető úton Svédországba a IX., az 1992-es labdarúgó-Európa-bajnokságra és Angliába a X., az 1996-os labdarúgó-Európa-bajnokságra az UEFA JB játékvezetőként foglalkoztatta.

##### 1992-es labdarúgó-Európa-bajnokság

###### Selejtező mérkőzés
| Időpont              | Helyszín                 | Mérkőzés típusa           | Mérkőzés               | Eredmény | Nézők száma |
| -------------------- | ------------------------ | ------------------------- | ---------------------- | -------- | ----------- |
| 1990. szeptember 12. | Charmilles Stadion, Genf | előselejtező (2. csoport) | Svájc–Bulgária         | 2 : 0    | 12 500      |
| 1991. október 16.    | Lech Stadion, Poznań     | előselejtező (7. csoport) | Lengyelország–Írország | 3 : 3    | 20 000      |

###### Európa-bajnoki mérkőzés
| Időpont          | Helyszín                          | Mérkőzés típusa              | Mérkőzés           | Eredmény | Nézők száma |
| ---------------- | --------------------------------- | ---------------------------- | ------------------ | -------- | ----------- |
| 1992. június 15. | Idrottsparken Stadion, Norrköping | csoportmérkőzés (B. csoport) | Németország–Skócia | 0 : 2    | 17 638      |

##### 1996-os labdarúgó-Európa-bajnokság

###### Selejtező mérkőzés
| Időpont             | Helyszín                    | Mérkőzés típusa           | Mérkőzés                  | Eredmény | Nézők száma |
| ------------------- | --------------------------- | ------------------------- | ------------------------- | -------- | ----------- |
| 1994. szeptember 7. | Ullevaal Stadion, Oslo      | előselejtező (5. csoport) | Norvégia–Fehéroroszország | 1 : 0    | 16 739      |
| 1995. november 15.  | Bežigrad Stadion, Ljubljana | előselejtező (4. csoport) | Szlovénia–Horvátország    | 1 : 2    | 6 800       |

###### Európa-bajnoki mérkőzés
| Időpont          | Helyszín                         | Mérkőzés típusa              | Mérkőzés                | Eredmény | Nézők száma |
| ---------------- | -------------------------------- | ---------------------------- | ----------------------- | -------- | ----------- |
| 1996. június 19. | Old Trafford Stadion, Manchester | csoportmérkőzés (C. csoport) | Németország–Olaszország | 0 : 0    | 53 740      |

---
A női európai labdarúgó torna döntőjéhez vezető úton NSZK rendezte az 1989-es női labdarúgó-Európa-bajnokságot, ahol az UEFA JB játékvezetőként foglalkoztatta.

##### 1989-es női labdarúgó-Európa-bajnokság

###### Selejtező mérkőzés
| Időpont           | Helyszín               | Mérkőzés típusa           | Mérkőzés          | Eredmény | Nézők száma |
| ----------------- | ---------------------- | ------------------------- | ----------------- | -------- | ----------- |
| 1988. október 30. | Városi Stadion, Passau | előselejtező (3. csoport) | NSZK–Magyarország | 4 – 0    | 1400        |

## Sportvezetőként
Aktív pályafutását befejezve hazájában nemzeti, a FIFA JB keretében nemzetközi játékvezető ellenőr.

## Szakmai sikerek
A KNVB JB egymás után három alkalommal 1994-ben, 1995-ben, 1996-ban megválasztotta az Év Játékvezetőjének.

## Családi kapcsolat
Raymond Goethals neves edző fia.